# Kongo-Kinshasas herrlandslag i fotboll
Kongo-Kinshasas herrlandslag i fotboll representerar Kongo-Kinshasa (Demokratiska republiken Kongo) i fotboll på herrsidan. Landet och därmed laget har haft flera formella och informella namn under historien. Landet kallades Republiken Kongo eller Kongo-Léopoldville från 1960, Demokratiska republiken Kongo eller Kongo-Léopoldville från 1964, Demokratiska republiken Kongo eller Kongo-Kinshasa från 1966, Zaire från 1971 och återigen Demokratiska republiken Kongo eller Kongo-Kinshasa från 1997.

## Historia
Kongo-Léopoldville spelade efter frigörelsen från Belgien den första landskampen i fotboll den 11 april 1963 mot Mauretanien i Senegal, och vann med 6–0. Landslagets största framgångar kom 1974, då det kvalificerade sig för VM i fotboll, samt 1968 och 1974, då laget vann Afrikanska mästerskapet. I VM lyckades de dock inte och förlorade med 0–2 mot Skottland, 0–3 mot Brasilien och 0–9 mot Jugoslavien.

## Kongo i Afrikanska mästerskapen
Kongo-Léopoldville deltog i Afrikanska mästerskapet 1965 för första gången efter självständigheten från Belgien (1960). I lagets allra första match i mästerskapet mötte det Ghana och förlorade med 2–5.
Vid mästerskapet i Etiopien 1968 fick Kongo-Kinshasa sin första stora fotbollsframgång. I semifinalen mötte Kongo-Kinshasa värdlandet Etiopien och avgjorde i den 100:e minuten. I finalen vann laget med 1–0 efter mål av Kalala. 

### 1970-talet
1970 var Sudan värdland och vann mästerskapet. Kongo-Kinshasa blev sist i gruppspelet efter förluster mot Ghana och Egypten. 
1972 spelade landslaget under namnet Zaire, eftersom Demokratiska republiken Kongo hade bytt namn till Zaire 1971. Laget gick vidare från gruppspelet men förlorade semifinalen med 3–4 mot Mali. Zaire ledde med 3–0 innan Mali kunde vända. Laget förlorade även bronsmatchen med 2–5 mot Kamerun efter sju mål i första halvlek. 
1974 tog landet sin andra seger i mästerskapet. I första matchen vände laget 0–1 till 2–1 mot Guinea efter två snabba mål. I nästa match förlorade de sensationellt med 1–2 mot rivalen Kongo(-Brazzaville). Då hade Zaire lett med 1–0 innan Kongo kunde vända. Zaire var tvungna att besegra Mauritius för att gå vidare och vann enkelt med 4–1 efter mål av Mayanga (2), Mulamba N'Daye och Kakoko. I semifinalen besegrade Zaire Egypten med 3-2. I finalen mötte de Zambia. Den första matchen slutade 2–2 och det blev omspel. Zaire säkrade sin andra titel när de vann omspelsmatchen med 2–0.
1976 åkte Zaire ut redan i gruppspelet och det skulle dröja 12 år innan Zaire var tillbaka i Afrikanska mästerskapet.

### 1980-talet
Vid återkomsten 1988 tog laget två poäng men kom sist i gruppen. 

### 1990-talet
1992 hamnade Zaire i samma grupp som Elfenbenskusten och Marocko och lyckades gå vidare genom två 1–1-matcher. I kvartsfinalen föll Zaire med 0–1 mot Nigeria. 
1994 gick Zaire till kvartsfinal men förlorade återigen mot Nigeria. Den här gången blev det 0–2-förlust. 
1996 åkte laget återigen ut i kvartsfinalen. Den här gången var det Ghana som besegrade Zaire med 1–0. 
1998 deltog laget i mästerskapet under namnet Demokratiska republiken Kongo (Kongo-Kinshasa). Kongo-Kinshasa gick till kvartsfinal och slog mästarna Kamerun med 1–0 efter mål av Jerry Tondelua. Laget förlorade med 1–2 mot Sydafrika i semifinalen och mötte Burkina Faso i matchen om bronsmedaljen. Burkina Faso ledde med 4–0, men Kongo-Kinshasa gjorde fyra mål på bara 12 minuter och matchen gick till straffläggning, som slutade med seger för Kongo-Kinshasa. Lagets skyttekung blev Jerry Tondelua med fyra mål. Han blev tvåa i turneringens skytteliga. 

### 2000-talet
2000 gick Kongo-Kinshasa inte vidare från gruppspelet. På tre matcher fick laget målskillnaden 0–1. 
2002 gick laget till kvartsfinal trots förluster mot Kamerun. De fixade i alla fall avancemang när de slog Elfenbenskusten med 3–1. I kvartsfinalen förlorade Kongo-Kinshasa med 2–0 mot de blivande silvermedaljörerna från Senegal. 
2004 års turnering slutade med tre raka förluster i gruppspelet, mot Guinea, Tunisien och Rwanda. Första matchen var en 1–2-förlust mot Guinea. I nästa match blev det storförlust med 0–3 mot Tunisien. I samband med denna match blev Kongo-Kinshasa det första lag som slogs ut i cupen. I nästa match mot Rwanda förlorade de med 0–1. Rwandas Saïd Makasi sänkte Kongo-Kinshasa med ett mål från 30 meter. Kongo-Kinshasa slutade med 0 poäng och kom bara före Benin i turneringen.
2006 var Kongo-Kinshasa tillbaka och gjorde en av sina bättre insatser i mästerskapen. I första matchen vann de enkelt mot Togo med 2–0 efter mål av Mputo och LuaLua. I nästa match fick de 0–0 mot Angola. I sista matchen blev det förlust mot Kamerun. I kvartsfinalen förlorade Kongo-Kinshasa med 4–1 mot Egypten.

## Kända spelare
- Lomana LuaLua
- Shabani Nonda
- Yannick Bolasie
- Dieumerci Mbokani
- Youssouf Mulumbu
- Cédric Bakambu

## Anmärkningslista
1. ↑  ZAI som Zaire